# Романо-германская правовая семья
Рома́но-герма́нская правова́я семья́ — термин сравнительного правоведения, обозначающий совокупность правовых систем, изначально созданных на основе рецепции римского права и объединённых общностью своих структур, источников права и сходством понятийно-юридического аппарата.
Она объединяет правовые системы всех государств и стран континентальной Европы (в том числе и России) и противопоставляется англосаксонскому праву. Основной источник права — закон (нормативный правовой акт). Ей присуще чёткое отраслевое деление норм права. В свою очередь практически все отрасли права подразделяются на две подсистемы: частное право и публичное право, хотя отнесение некоторых отраслей права к какой-либо одной подсистеме весьма спорно и нередко зависит от правового регулирования соответствующей отрасли в определённом государстве и стране (к примеру, трудовое право). К сфере публичного права относятся административное, уголовное, конституционное и международное публичное право. К частному праву относятся гражданское, семейное, трудовое и международное частное право. В системе органов государства или страны проводится чёткое разделение на законодательные и правоприменительные органы власти. Законотворчество и законодательство, как функция, монопольно принадлежат законодательным властям. Для большинства государств и стран этой правовой семьи характерно наличие писаной конституции.

## История становления и развития

### Ранняя эпоха (Древняя Греция и Древний Рим)
Первоначальным этапом для романо-германской правовой семьи можно считать период с IX века до н. э. до около 532 года новой эры (до компиляции Юстиниана). В этот период начинает формироваться право Древней Греции, основные начала которого были несколько позднее переняты правом Древнего Рима (работа Комиссии Децемвиров по составлению Законов Двенадцати таблиц). В данный период происходит возникновение права у греческих полисов, смешанное с древним восточным правом, а впоследствии, высоко развитое благодаря римской цивилизации, римское право. Вплоть до принятия компиляции Юстиниана, римское право имело тысячелетнюю историю своего развития, выразившуюся в работе различных научных школ, правоприменительной практики и законодательной деятельности царей, Сената и императоров, а также наличием многочисленных правовых обычаев. Именно в этот период и зарождается правовой фундамент для возникновения в будущем романо-германской правовой семьи.
Непосредственно римское право прошло ряд последовательных стадий в своем развитии:
- Доклассическое римское право;
- Классическое римское право;
- Позднеклассическое римское право;
- Послеклассическое римское право (начиная с принятия Corpus iuris civilis).

### Период после Кодификации Юстиниана
Следующим этапом для развития европейского права и семьи романо-германского права является период от 532 года новой эры, то есть от компиляции Юстиниана до начала XIII века, когда стали возникать первые университеты в Европе. Данная эпоха характеризуется своеобразным ренессансом римского права в Константинополе при Юстиниане Великом в 534 году новой эры и затем последующим его распространением на западную часть бывшей Западной Римской Империи (к тому времени уже рухнувшей) путём издания так называемой Прагматической санкции в 554 году, содержавшей положение о том, что право Юстиниана распространяется и на Италию (в то время завоёванную Византией).
Дальнейшая история римского права на Западе вплоть до начала XIII века является предметом дискуссий. Единого мнения о том, как действовало римское право на Западе в этот период, не существует. По доминирующему взгляду, римское право было утрачено и лишь в XII было возрождено Ирнерием в Болонье, по другому мнению (Томсинов В. А.) римское право никогда не исчезало и было в Западной Европе всегда, наконец, по третьему мнению римское право не исчезало, а лишь по-разному себя проявляло в зависимости от времени, региона и политической конъюнктуры.
Именно данный период в истории романо-германской правовой семьи является ключевым, так как тот материал, из которого и возникло собственно романо-германское право, ещё не был создан, а только начинал формироваться именно в том виде, в каком мы сейчас его имеем. Для данного периода характерно, что юридическая география современной Европы была довольно разнообразна. Единого европейского права не было, повсеместно существовало обычное право. На территории европейских государств применялись самые разнообразные обычаи, а также местные законы германских, славянских, кельтских и иных племён. Системы правосудия также не существовало, то, что было вместо неё, имело примитивный характер.
Наконец, не предпринималось попыток систематизации действовавших на то время правовых норм. В судебных процессах господствовало обращение к сверхъестественному с применением инквизиционной системы доказательств. В этот период право существовало лишь формально, его реальное действие не имело места. Правовой науки как таковой и преподавания права в университетах не существовало, кроме того, не было и самих университетов. Исключение составляли лишь монастырские школы, работавшие прежде всего для нужд церкви.
Споры между частными лицами и социальными группами разрешались, по мнению Рене Давида, по закону сильного либо по усмотрению вождя. Христианское население Европы той эпохи основывалось больше на идеях братства и милосердия, чем на праве.

### Возрождение римского права в Европе
Следующая эпоха в развитии романо-германской правовой семьи началась с XIII века, когда в Европе стали возникать университеты (сначала — Болонский), на юридических факультетах которых изучалось римское право (так называемое Юстинианово право) в виде толкований текстов Юстиниановой компиляции. Данная школа вошла в историю как школа глоссаторов (от др.-греч. glossa — устаревшее или редкое слово), занимавшихся толкованием значения той или иной нормы старого Юстинианового права. Несколько позже школу глоссаторов сменила школа комментаторов (постглоссаторов). Именно данный период, с начала XIII века в Европе, и является рождением того, что впоследствии многие ученые-компаративисты называют романо-германским правом.
Собственно континентальные европейские университеты и выработали ту первооснову единого европейского права, доминирующую сегодня, а именно приоритет писаного права — закона и прочих нормативных актов перед судебным решением (прецедентом). В дальнейшем, на рубеже Средневековья и Нового Времени, право стало выходить из европейских университетов, и завоёвывать всё большее значение в светской жизни европейских государств, впоследствии ставших национальными европейскими государствами со своими национальными правовыми системами, основанными на рецепции римского права.
Наконец, была просто осознана сама необходимость в возвращении права, и его функций регулирования взаимоотношений как в церковной, так и в светской жизни. Одной из первых отраслей, остро нуждавшейся в таком порядке вещей была торговля и торговое право, особенно активизировавшееся со времени крестовых походов и роста европейских городов. Выработка нового правопорядка в торговой сфере, основанного на позитивном праве, была необходимостью для купцов того времени, в этом также были заинтересованы и власти, получавшие большие доходы от торговли.
Именно в XIII веке произошло разделение между религией и правом. В данную эпоху право приобрело как практический, так и теоретический характер. Право стало объектом научного изучения в университетах, возникла средневековая корпорация ученых-юристов, имевших ученые степени в праве и преподававших правоведение.
Тогда же наметилась тенденция разграничения права светского (римского) от права канонического, регулировавшего деятельность церкви, которая играла в ту пору огромную роль в средневековом обществе Европы. По мере дальнейшего развития общественных отношений менялось также и право, его система, роль и функции. Постепенно в европейских университетах приоритетное отношение к римскому праву стало меняться на такие принципы, которые выражали бы не только академические, но и рационалистические начала. Начиналась новая эпоха в развитии европейского права и романо-германской правовой семьи — эпоха естественного права.

### Эпоха Просвещенияи до наших дней
Следующий период в развитии романо-германской правовой семьи характеризуется сильным влиянием естественного права на правовую доктрину стран Европы и, как следствие этого, усиленное развитие законодательства в европейских странах и кодификацией целых отраслей права.
Данный период, начиная с XVII-XVIII веков, хотя и продолжается до настоящего времени, однако, претерпевает существенную трансформацию в последнее время. В рамках развития романо-германского права получилось так, что победившие буржуазные революции, стали полностью отменять феодальное право и связанные с ним правовые институты. Именно в данный период закон стал основным источником романо-германского права. Была изменена доктрина отсутствия правотворческих функций у суверена. Впервые стало допускаться, что суверен может создавать право и пересматривать его в целом. Считалось, что эти полномочия даются суверену для закрепления принципов естественного права, однако он мог уклоняться от данной цели и даже использовать власть для изменения основ государственного и общественного строя, нисколько не заботясь при этом о естественных правах.
Зародившийся класс буржуазии требовал чётких правил взаимоотношений между властью и гражданином, в том числе и между гражданами. Именно эта потребность и послужила мощным импульсом к развитию позитивного права — закона и законодательства в странах Европы, а затем и систематизации позитивного права в целях упорядочивания.
Одним из достижений европейской науки того времени стало создание сложнейших юридических документов путём систематизации норм одной отрасли, а именно кодифицированных актов. Кодификация позволила упорядочить действующее законодательство, избавиться от изживших себя архаизмов. Она способствовала преодолению существовавшего феномена партикуляризма, то есть избавлению от дробности права, множественности всевозможных обычаев, разрыва между правовой теорией и практикой. Именно с этого времени окончательно оформилась романо-германская правовая семья. Во многих странах Европы были проведены кодификации законодательства, среди которых следует выделить две важнейшие гражданско-правовые кодификации: во Франции в 1804 году — Кодекс Наполеона и в Германии в 1896 году — Германское Гражданское уложение. Именно данные кодификации и повлияли на дальнейшее развитие европейского права, создав при этом две разные системы: институционную в Кодексе Наполеона, и пандектную в Германском Гражданском Уложении. При этом надо сказать, что Германское Гражданское Уложение повлияло на развитие российской национальной правовой системы, где и сегодня Гражданский кодекс России имеет пандектную систему.
Франция и Германия являются системообразующими национальными правовыми системами в романо-германской правовой семье. Именно по ним и разделяется романо-германская правовая семья на две большие группы стран: романского и германского права. Связано это с мощной юридической наукой и практикой в данных странах, оказавших значительное влияние на развитие национальных правовых систем других государств Европы.

## Правовые группы
В рамках романо-германской правовой семьи выделяют следующие группы:
- группу романского права (правовые системы Франции, Бельгии, Испании, Италии, Люксембурга, Монако, Нидерландов, Румынии, Филиппин, латиноамериканских государств, африканских стран — бывших французских колоний, а также некоторых стран Ближнего и Среднего Востока и др.);
- группу германского права (правовые системы Германии, Австрии, Армении, Бразилии, Венгрии, Греции, Индонезии, Казахстана, Латвии, Португалии, России, Словакии, Таиланда, Турции, Украины, Хорватии, Чехии, Швейцарии, Эстонии, Южной Кореи, Японии и др.);
- группу скандинавского права (правовые системы Дании, Исландии, Норвегии, Финляндии, Швеции).

Социалистическое право хоть и происходит от романо-германской правовой семьи, нередко выделяется в отдельную правовую семью.